# Deiwelselter

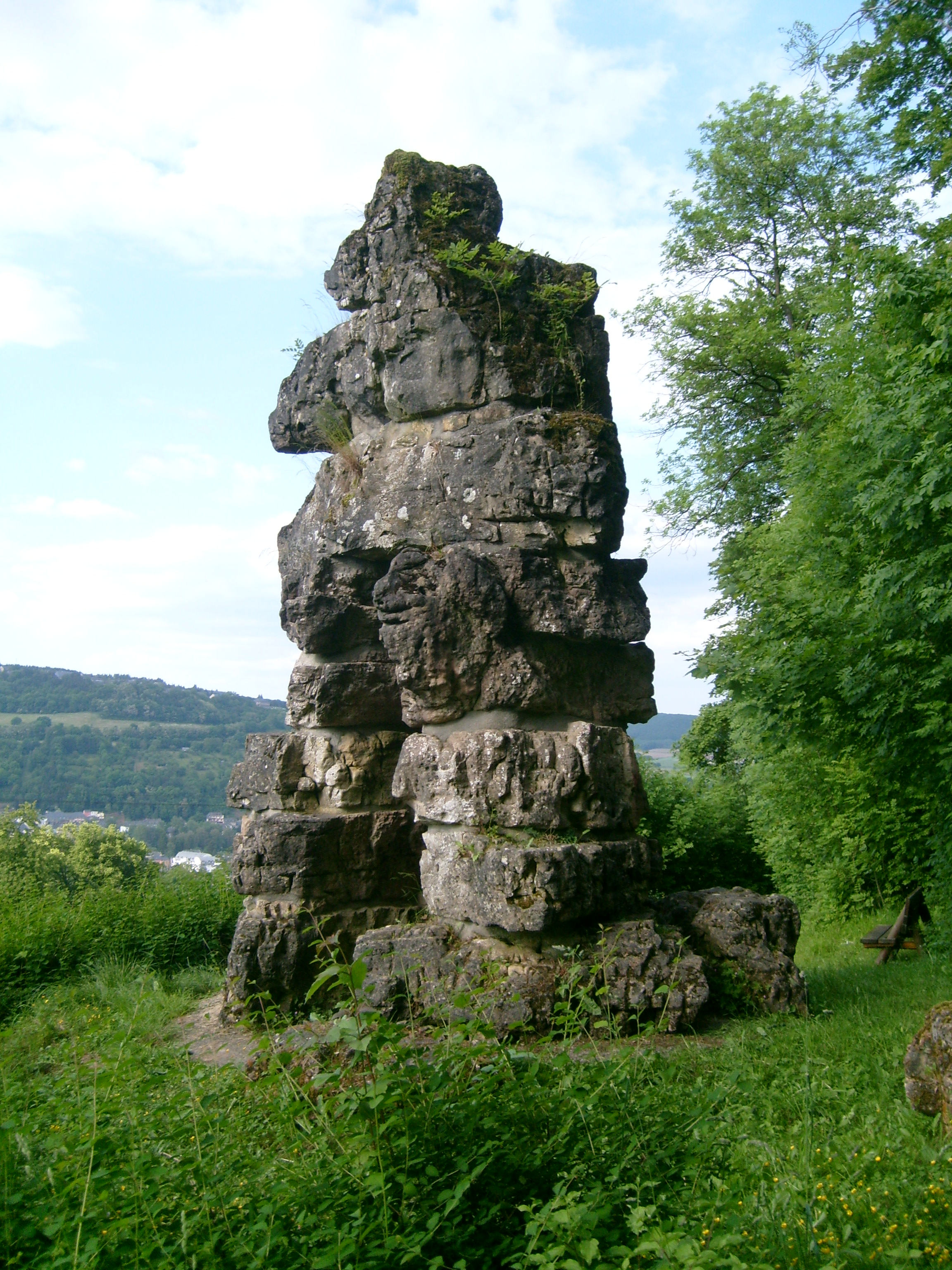
Deiwelselter

Het Deiwelselter (Nederlands: Duivelsaltaar) is een uit prehistorische stenen gebouwde megaliet in het Luxemburgse Diekirch, met een hoogte van zo'n zeven meter. De bouw vond plaats in 1892, waarbij stenen werden gebruikt die afkomstig waren van een in 1815 verstoorde hunebed. Volgens een studie dateren de stenen ongeveer uit 2000 v.Chr.

## Identiteit
Het megalithisch monument wordt wel gezien als belangrijk voor de Diekirchse identiteit. Zo heet het informatieblad van de gemeente Diekirch (eerste uitgave 1994) eveneens Deiwelselter en is de Deiwelselter op meerdere plaatsen elders afgebeeld.